# ليه أونيل
ليه أونيل (بالإنجليزية: Les O'Neill)‏ (4 ديسمبر 1943 في المملكة المتحدة - ) هو مدرب كرة قدم ولاعب كرة قدم بريطاني في مركز الوسط. لعب مع برادفورد سيتي وكوين أوف ساوث ونادي كارلايل يونايتد ونيوكاسل يونايتد ودارلينجتون إف سى.

## وصلات خارجية
- ليه أونيل على موقع قاعدة بيانات كرة القدم.إي يو (الإنجليزية)